# Jeannie Tirado
Jeannie Tirado (Orlando, 19 luglio 1997) è una doppiatrice statunitense.

## Biografia
Jeannie Tirado è nata e cresciuta a Orlando, Floriada, in una famiglia di origini portoricane. Fan dei film Disney sin da bambina, in particolare La sirenetta e La bella e la bestia, crescendo ha studiato musica al college lavorando in seguito come cantante su vari album, prima di intraprendere la carriera di doppiatrice.

## Vita privata
Il 24 ottobre 2024 ha sposato il fotografo John Riding.

## Filmografia

### Cinema
- Adventures of Petey and Friends - film d'animazione (2009)
- Code Geass: Akito the Exiled (コードギアス 亡国のアキト?, Kōdo Giasu - Bōkoku no Akito) - serie di film d'animazione (2012-2016)
- The Boy and the Beast (バケモノの子?, Bakemono no ko) - film d'animazione (2015)
- High Speed! Free! Starting Days (映画 ハイ☆スピード！-Free! Starting Days-, Eiga Hai Supīdo! Free! Starting Days) - film d'animazione (2015)
- One Piece Gold - Il film (ONE PIECE FILM GOLD ワンピースフィルムゴールド?, Wan Pīsu Firumu Gōrudo) - film d'animazione (2016)
- Black Butler: Book of the Atlantic (黒執事, Book of the Atlantic) - film d'animazione (2017)
- L'organo genocida (虐殺器官, Gyakusatsu Kikan) - film d'animazione (2017)
- Code Geass Lelouch of the Re;surrection (コードギアス 復活のルルーシュ, Kōdo Giasu Fukkatsu no Rurūshu) - film d'animazione (2019)
- 4 latas - film (2019)
- One Piece Stampede - Il film (ONE PIECE STAMPEDE ワンピーススタンピード?, Wan Pīsu Sutanpīdo) - film d'animazione (2019)
- Digimon Adventure: Last Evolution Kizuna (デジモンアドベンチャー LAST EVOLUTION 絆) - film d'animazione (2020)
- Ahí te Encargo - film (2020)
- Soul - film d'animazione (2020)
- Ghost in the Shell: SAC_2045 (攻殻機動隊 SAC_2045?, Kōkaku kidōtai SAC_2045) - film d'animazione (2021)
- Bubble (バブル?, Baburu) - film d'animazione (2022)
- Dragon Ball Super: Super Hero (ドラゴンボール超スーパースーパーヒーロー?, Doragon Bōru Sūpā Sūpā Hīrō) - film d'animazione (2022)
- The Seven Deadly Sins: Grudge of Edinburgh (七つの大罪 怨嗟のエジンバラ, Nanatsu no Taizai: Ensa no Ejinbara) - film d'animazione (2022)
- Justice League × RWBY: Super Heroes & Huntsmen - film d'animazione (2023)
- Maboroshi (アリスとテレスのまぼろし工場, Arisu to Teresu no Maboroshi Kōjō) - film d'animazione (2023)
- My Oni Girl (好きでも嫌いなあまのじゃく?, Suki demo kirai na amanojaku) - film d'animazione (2024)

### Televisione
- D.Gray-man (ディー・グレイマン?, Dī Gurei-man) - anime, 3 episodi (2007-2008)
- One Piece (ONE PIECE - ワンピース?, Wan Pīsu) - anime, 6 episodi (2012)
- Hunter × Hunter (ハンター×ハンター?, Hantā × Hantā) - anime, 2 episodi (2014)
- Barakamon (ばらかもん) - anime, episodio 1x10 (2014)
- Yamada-kun e le 7 streghe (山田くんと7人の魔女, Yamada-kun to 7-nin no majo) - anime, 7 episodi (2015)
- Aquarion Logos (アクエリオンロゴス?, Akuerion Rogosu) - anime, 2 episodi (2015)
- Shimoneta (下ネタという概念が存在しない退屈な世界?, Shimoneta to iu gainen ga sonzai shinai taikutsu na sekai) - anime, episodio 1x09 (2015)
- Garo (牙狼〈GARO〉) - anime, 4 episodi (2015-2018)
- Castle Town Dandelion (城下町のダンデライオン?, Jōkamachi no Danderaion) - anime, 8 episodi (2015)
- Ranpo kitan: Game of Laplace (乱歩奇譚 Game of Laplace) - anime, 4 episodi (2015)
- Dance with Devils (ダンス・ウィズ・デビルス, Dansu wizu Debirusu) - anime, episodio 1x04 (2015)
- Dragon Ball Kai (ドラゴンボール改?, Doragon Bōru Kai) - anime, 5 episodi (2015)
- Attacco! A scuola coi giganti (進撃！巨人中学校?, Shingeki! Kyojin chūgakkō) - anime, 12 episodi (2015)
- Ore ga ojō-sama gakkō ni "shomin sample" toshite rachirareta ken (俺がお嬢様学校に「庶民サンプル」として拉致られた件?, Ore ga ojō-sama gakkō ni "shomin sanpuru" toshite rachirareta ken) - anime, 11 episodi (2015)
- Heavy Object (ヘヴィーオブジェクト, Hevī Obujekuto) - anime, 2 episodi (2015)
- Dragon Ball Super (ドラゴンボール超スーパー?, Doragon Bōru Sūpā) - anime, 8 episodi (2015-2017)
- Overlord (オーバーロード?, Ōbārōdo) - anime, 12 episodi (2015-2018)
- Kantai Collection (艦隊これくしょん, Kantai Korekushon) - anime, 10 episodi (2015-2023)
- Pandora in the Crimson Shell: Ghost Urn (紅殻のパンドラ -GHOST URN-?, Kōkaku no Pandora -Gōsuto Ān-) - anime, episodio 1x09 (2016)
- Hai to gensō no Grimgar (灰と幻想のグリムガル?, Hai to gensō no Gurimugaru) - anime, 13 episodi (2016)
- Ace Attorney (逆転裁判?, Gyakuten saiban) - anime, 3 episodi (2016)
- Concrete Revolutio: chōjin gensō (コンクリート・レボルティオ～超人幻想～?, Konkurīto Reborutio: chōjin gensō) - anime, 2 episodi (2016)
- And You Thought There Is Never a Girl Online? (ネトゲの嫁は女の子じゃないと思った？?, Netoge no yome wa onna no ko janai to omotta?) - anime, episodio 1x11 (2016)
- Shōnen maid (少年メイド?, Shōnen meido) - anime, 3 episodi (2016)
- Sansha sanyō (三者三葉) - anime, 12 episodi (2016)
- Luck & Logic (ラクエンロジック?, Raku en Rojikku) - anime, 12 episodi (2016)
- Endride  (エンドライド?, Endoraido) - anime, episodio 1x17 (2016)
- Danganronpa 3: The End of Hope's Peak Academy (ダンガンロンパ３ –The End of 希望ヶ峰学園–?, Danganronpa 3: The End of Kibōgamine Gakuen) - anime, 11 episodi (2016)
- Love Live! Sunshine!! (ラブライブ！ サンシャイン！！?, Rabu Raibu! Sanshain!!) - anime, 13 episodi (2016)
- Orange (オレンジ?, Orenji) - anime, 13 episodi (2016)
- Izetta: The Last Witch (終末のイゼッタ?, Shūmatsu no Izetta) - anime, episodio 1x01 (2016)
- Myriad Colors Phantom World (無彩限のファントム・ワールド?, Musaigen no Fantomu Wārudo) - anime, 14 episodi (2016)
- Keijo!!!!!!!!' (競女!!!!!!!!) - anime, episodio 1x01 (2016)
- Trickster: Edogawa Ranpo 'Shōnen tantei-dan' yori (TRICKSTER -江戸川乱歩「少年探偵団」より-) - anime, episodio 1x07 (2016)
- Detective Conan: Episode "One" - Il detective rimpicciolito (名探偵コナン エピソードONE 小さくなった名探偵?, Meitantei Conan: Episōdo Wan - Chiisaku natta meitantei) - special TV (2016)
- Kiss Him, Not Me! (私がモテてどうすんだ?, Watashi ga motete dōsunda) - anime, 12 episodi (2016)
- Puzzle & Dragons X (パズドラクロス, Pazudora Kurosu) - anime, 3 episodi (2016-2017)
- Tales of Zestiria the X (テイルズ オブ ゼスティリア ザ Xクロス, Teiruzu Obu Zesutiria Za Kurosu) - anime, 2 episodi (2016-2017)
- All Out!! (オールアウト！！?, Ōru Auto!!) - anime, 20 episodi (2016-2017)
- 91 Days - anime, 3 episodi (2016-1017)
- Dagashi kashi (だがしかし) - anime, 3 episodi (2016-2018)
- Fairy Tail (フェアリーテイル?, Fearī Teiru) - anime, 13 episodi (2016-2019)
- ReLIFE (リライフ?, Riraifu) - anime, 16 episodi (2016-2018)
- Saga of Tanya the Evil (幼女戦記?, Yōjo senki) - anime, 12 episodi (2017)
- Hand Shakers (ハンドシェイカー, Hando Sheikā) - anime, episodio 1x01 (2017)
- Miss Kobayashi's Dragon Maid (小林さんちのメイドラゴン?, Kobayashi-san chi no meidoragon) - anime, 2 episodi (2017)
- Chaos;Child (カオスチャイルド?, Kaosu Chairudo) - anime, episodio 1x09 (2017)
- La vendetta di Masamune (政宗くんのリベンジ, Masamune-kun no Ribenji) - anime, 6 episodi (2017)
- Fūka (風夏) - anime, 12 episodi (2017)
- Alice & Zoroku (アリスと蔵六, Arisu to Zōroku) - anime, episodio 1x05 (2017)
- Monster Hunter Stories: Ride On (モンスターハンター ストーリーズ RIDE ONライドオン, Monsutā Hantā Sutōrīzu Raido On) - anime, 2 episodi (2017)
- The Royal Tutor (王室教師ハイネ, Ōshitsu kyōshi Haine) - anime, episodio 1x10 (2017)
- Love Tyrant (恋愛暴君?, Ren'ai bōkun) - anime, 2 episodi (2017)
- Tsugumomo (つぐもも) - anime, 7 episodi (2017)
- Clockwork Planet (クロックワーク・プラネット?, Kurokkuwāku Puranetto) - anime, 12 episodi (2017)
- Interviews with Monster Girls (亜人デミちゃんは語りたい?, Demi-chan wa kataritai) - anime, 6 episodi (2017)
- Tsuredure Children (徒然チルドレン?, Tsurezure chirudoren) - anime, 3 episodi (2017)
- My First Girlfriend Is a Gal (はじめてのギャル?, Hajimete no gyaru) - anime, episodio 1x04 (2017)
- A Centaur's Life (セントールの悩み?, Sentōru no nayami) - anime, 2 episodi (2017)
- Classroom of the Elite (ようこそ実力至上主義の教室へ?, Yōkoso jitsuryoku shijō shugi no kyōshitsu) - anime, episodio 1x08 (2017)
- In Another World with My Smartphone (異世界はスマートフォンとともに。?, Isekai wa sumātofon to tomo ni.) - anime, episodio 1x09 (2017)
- Restaurant to Another World (異世界食堂?, Isekai shokudō) - anime, 4 episodi (2017)
- Convenience Store Boy Friends (コンビニカレシ?, Konbini kareshi) - anime, episodio 1x11 (2017)
- 18if - anime, 3 episodi (2017)
- Dies Irae (ディエス・イレ, Diesu Ire) - anime, episodio 1x10 (2017)
- Recovery of an MMO Junkie (ネト充のススメ, Netojū no Susume) - anime, episodio 1x04 (2017)
- Blood Blockade Battlefront (血界戦線?, Kekkai sensen) - anime, 2 episodi (2017)
- Konohana kitan (このはな綺譚?, Konohana kitan) - anime, episodio 1x12 (2017)
- King's Game The Animation (王様ゲーム ジ・アニメーション, Ōsama Gemu Ji Animēshon) - anime, 8 episodi (2017)
- Anime-Gataris (アニメガタリズ?, Anime Gatarizu) - anime, 8 episodi (2017)
- The Ancient Magus Bride (魔法使いの嫁?, Mahōtsukai no yome) - anime, 3 episodi (2017-2018)
- Space Battleship Yamato 2202: Warriors of Love (宇宙戦艦ヤマト2202 愛の戦士たち, Uchū Senkan Yamato Ni-ni-zero-ni Ai no Senshi-tachi) - anime, episodio 1x14 (2018)
- Junji Ito Collection (伊藤潤二『コレクション』?, Itō Junji "Korekushon") - anime, episodio 1x07 (2018)
- Death March to the Parallel World Rhapsody (デスマーチからはじまる異世界狂想曲?, Desu Māchi kara hajimaru isekai kyōsōkyoku) - anime, 4 episodi (2018)
- Citrus (シトラス?, Shitorasu) - anime, episodio 1x10 (2018)
- Space Battleship Tiramisu (宇宙戦艦ティラミス, Uchū Senkan Tiramisu) - anime, episodio 1x03 (2018)
- Katana Maidens - Toji no miko (刀使ノ巫女?, Toji no miko) - anime, 15 episodi (2018)
- Tokyo Ghoul (東京喰種トーキョーグール?, Tōkyō Gūru) - anime, 9 episodi (2018)
- Grancrest senki (グランクレスト戦記?, Gurankuresuto senki) - anime, 24 episodi (2018)
- Sword Art Online Alternative: Gun Gale Online (ソードアート・オンライン オルタナティブ ガンゲイル・オンライン?, Sōdo Āto Onrain Orutanatibu Gangeiru Onrain) - anime, 12 episodi (2018)
- Darling in the Franxx (ダーリン・イン・ザ・フランキス?, Dārin in za Furankisu) - anime, 24 episodi (2018)
- Free! - anime, episodio 3x01 (2018)
- Satsuriku no Tenshi (殺戮の天使) - anime, episodio 1x02 (2018)
- Red vs. Blue - serie animata, episodio 16x14 (2018)
- Hanebado! (はねバド!) - anime, 2 episodi (2018)
- Beyblade Burst (ベイブレードバースト?, Beiburēdo Bāsuto) - anime, 14 episodi (2018-2019)
- Black Clover (ブラッククローバー?, Burakku Kurōbā) - anime, 24 episodi (2018-2020)
- Mob Psycho 100 (モブサイコ100?, Mobu Saiko 100) - anime, episodio 2x01 (2019)
- YooHoo to the Rescue - serie animata, 3 episodi (2019)
- Death Battle - serie animata, episodio 6x03 (2019)
- The Promised Neverland (約束のネバーランド?, Yakusoku no nebārando) - anime, 12 episodi (2019)
- One-Punch Man (ワンパンマン?, Wanpanman) - anime, 7 episodi (2019)
- If It's for My Daughter, I'd Even Defeat a Demon Lord (うちの娘の為ならば、俺はもしかしたら魔王も倒せるかもしれない。, Uchi no Ko no Tame Naraba, Ore wa Moshikashitara Maō mo Taoseru Kamoshirenai.) - anime, 12 episodi (2019)
- Carole & Tuesday (キャロル&チューズデイ?, Kyaroru & Chūzudei) - anime, 12 episodi (2019)
- Kono oto tomare!: Sounds of Life (この音とまれ!?, Kono oto tomare!) - anime, episodio 1x19 (2019)
- Marvel Rising: Initiation - serie animata, episodio 2x05 (2019)
- Atiye - serie TV, episodio 2x05 (2019)
- Magia Record: Puella Magi Madoka Magica Side Story (マギアレコード 魔法少女まどか☆マギカ外伝?, Magia Rekōdo: Mahō Shōjo Madoka Magika Gaiden) - anime, 3 episodi (2020)
- Azur Lane (碧藍航線) - anime, 4 episodi (2020)
- Tamayomi (球詠?) - anime, episodio 1x01 (2020)
- Ghost in the Shell: SAC 2045 (攻殻機動隊 SAC_2045?, Kōkaku kidōtai SAC_2045) - anime, episodio 1x12 (2020)
- Tower of God (신의 탑?, Shin-eh tahp) - serie animata, 5 episodi (2020)
- Sword Art Online (ソードアート・オンライン?, Sōdo Āto Onrain) - anime, episodio 4x18 (2020)
- Dragon's Dogma - anime, episodio 1x01 (2020)
- Carmen Sandiego - serie animata, episodio 3x02 (2020)
- Fire Force (炎炎ノ消防隊?, En'en no shōbōtai) - anime, 8 episodi (2020)
- Moriarty the Patriot (憂国のモリアーティ, Yūkoku no Moriāti) - anime, episodio 1x04 (2020)
- My Next Life as a Villainess: All Routes Lead to Doom! (乙女ゲームの破滅フラグしかない悪役令嬢に転生してしまった…?, Otome Gēmu no hametsu Furagu shika nai akuyaku reijō ni tensei shite shimatta…) - anime, 13 episodi (2020-2021)
- I'm Standing on a Million Lives - In piedi su un milione di vite (100万の命の上に俺は立っている?, Hyakuman no inochi no ue ni ore wa tatte iru) - anime, 24 episodi (2020-2021)
- Sorcerous Stabber Orphen (魔術士オーフェン, Sorcerer Orphen) - anime, 5 episodi (2021)
- FriendZSpace - serie animata, 52 episodi (2021-2022)
- Tekken: Bloodline - anime, 2 episodi (2022)
- S.M.A.S.H! - anime, 26 episodi (2022)
- Mermaze Mermaidz - serie animata, 14 episodi (2022)
- L.O.L. Surprise! House of Surprises - serie animata, 3 episodi (2022)
- Demon Slayer - Kimetsu no yaiba (鬼滅の刃?, Kimetsu no yaiba) - anime, 6 episodi (2023)
- Nier: Automata Ver1.1a (ニーア オートマタ Ver1.1a?, Nīa Ōtomata Ver1.1a) - anime, episodio 1x06 (2023)
- Ultraman - serie TV, 12 episodi (2023)
- Harley Quinn - serie animata, 5 episodi (2023)
- Onmyoji (陰陽師) - anime, 3 episodi (2023)
- Four Knights of the Apocalypse (黙示録の四騎士?, Mokushiroku no yonkishi) - anime, 8 episodi (2024)
- Morphle and the Magic Pets - serie animata, 4 episodi (2024)
- The Grimm Variations ((グリム組曲?, Gurimu kumikyoku) - anime, episodio 1x03 (2024)
- Kimler Geldi Kimler Geçti - serie TV, episodio 1x01 (2024)
- The Elusive Samurai (逃げ上手の若君?, Nigejōzu no wakagimi) - anime, episodio 1x02 (2024)
- Bleach (BLEACH ブリーチ, BLEACH) - anime, 11 episodi (2024)
- Yummiland - serie animata, 4 episodi (2024)
- Arcane - serie animata, episodio 2x05 (2024)
- Fate/strange Fake - anime (2024)

### Videogiochi
- World of Warcraft (2005)
- League of Legends (2009)
- The Legend of Nayuta: Boundless Trails (2012)
- Smite (2014)
- Heroes of the Storm (2015)
- Street Fighter V (2015)
- Divine Gate (2016)
- Paladins: Champions of the Realm (2016)
- Dragon Ball Xenoverse 2 (2016)
- Show by Rock!! (2016)
- Fire Emblem (2017)
- Dragon Ball FighterZ (2018)
- Dragon Ball Legends (2018)
- Dragon Star Varnir (2018)
- Soulcalibur VI (2018)
- Epic Seven (2018)
- Fallout 76 (2018)
- Just Cause 4 (2018)
- Fire Emblem: Three Houses (2019)
- Pokémon Masters EX (2019)
- Conception Plus: Maidens of the Twelve Stars (2019)
- Dragon Ball Z: Kakarot (2020)
- Legends of Runeterra (2020)
- Guardian Tales (2020)
- Doom Eternal (2020)
- Final Fantasy VII Remake (2020)
- Fallout 76: Wastelanders (2020)
- XCOM: Chimera Squad (2020)
- Crucible (2020)
- Exos Heroes (2020)
- Disintegration (2020)
- Zanki Zero (2020)
- Wasteland 3 (2020)
- Genshin Impact (2020)
- Bugsnax (2020)
- Disgaea 6: Defiance of Destiny (2021)
- Cookie Run: Kingdom (2021)
- Resident Evil Village (2021)
- New World (2021)
- Far Cry 6 (2021)
- Shin Megami Tensei V (2021)
- Lost Ark (2022)
- Horizon Forbidden West (2022)
- WWE 2K22 (2022)
- Relayer (2022)
- Diablo Immortal (2022)
- Fire Emblem Warriors: Three Hopes (2022)
- Tower of Fantasy (2022)
- Path to Nowhere (2022)
- Saints Row (2022)
- Asterigos: Curse of the Stars (2022)
- Moonbreaker (2022)
- Resident Evil Village: Shadows of Rose (2022)
- Goddess of Victory: Nikke (2022)
- Call of Duty: Mobile (2022)
- Octopath Traveler II (2023)
- Advance Wars 1+2: Re-Boot Camp (2023)
- The Texas Chain Saw Massacre (2023)
- Cookie Run: The Darkest Night (2023)
- Sonic Dream Team (2023)
- Silent Hill: The Short Message (2024)
- Final Fantasy VII Rebirth (2024)
- Unicorn Overlord (2024)
- Shin Megami Tensei V: Vengeance (2024)
- Deadlock (2024)